# Fasciación

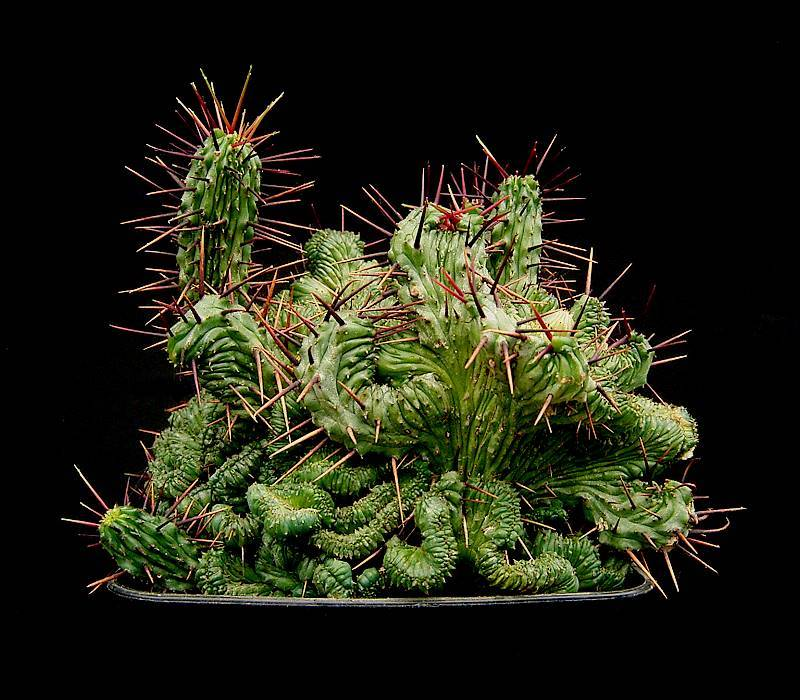
Euphorbia enopla crestada.

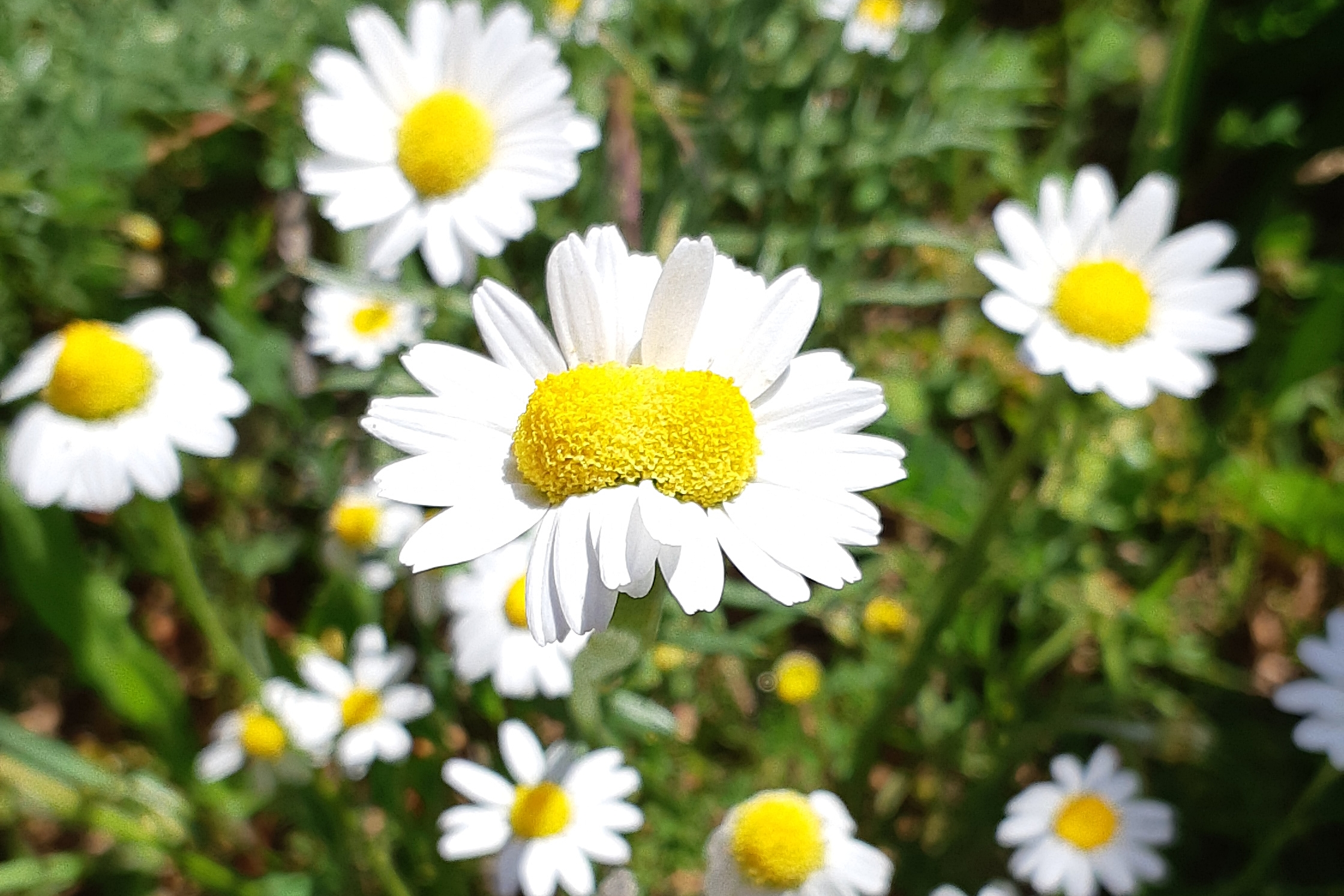
Fasciación en Chamaemelum (La Cocosa, Badajoz)

La fasciación es una condición del crecimiento de una planta en la cual el meristema apical, que normalmente se concentra alrededor de un solo punto y produce tejido más o menos cilíndrico, se alarga de forma perpendicular a la dirección de crecimiento. Esto produce tejidos aplanados, en forma de cintas, crestados o sinuosos. Este fenómeno puede ocurrir en el tallo, la raíz, el fruto o las flores.
La fasciación, también conocida como crestación o cristación, puede ser provocada por una mutación en las células meristemáticas, por una infección bacteriana, ataques de insectos o parásitos, o daño químico o mecánico. Algunas plantas heredan esta condición, sin embargo esta alteración no representa un daño mortal a la planta, si bien el peso y el volumen del tejido en cuestión suelen aumentar de forma irregular.
La fasciación es rara por lo general, pero se presenta en al menos una tercera parte de las plantas vasculares, con particular incidencia en miembros de las familias Amaranthaceae y Cactaceae, ambas pertenecientes al orden Caryophyllales. También se ha hallado frecuentemente en miembros de los géneros Aloe, Celosia, Delphinium, Digitalis, Euphorbia, Forsythia, Primula, Acer y Salix.
Algunas variedades de Celosia son cultivadas especialmente por sus flores fasciadas, mientras que algunas formas fasciadas de cactus suelen injertarse para promover su crecimiento crestado, pues son altamente apreciados por los coleccionistas.

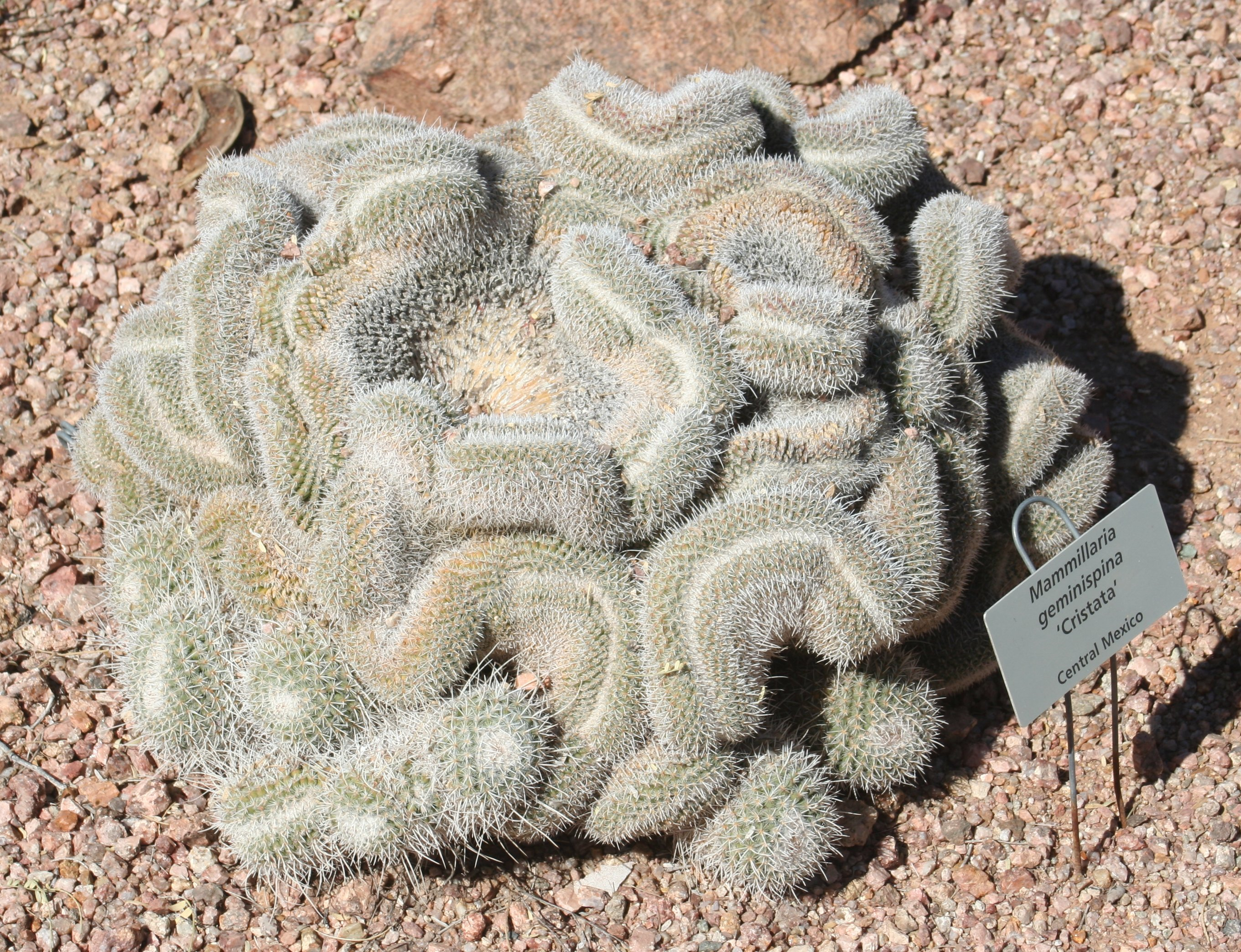
Mammillaria geminispina cristata.